# Páramo (geomorfología)

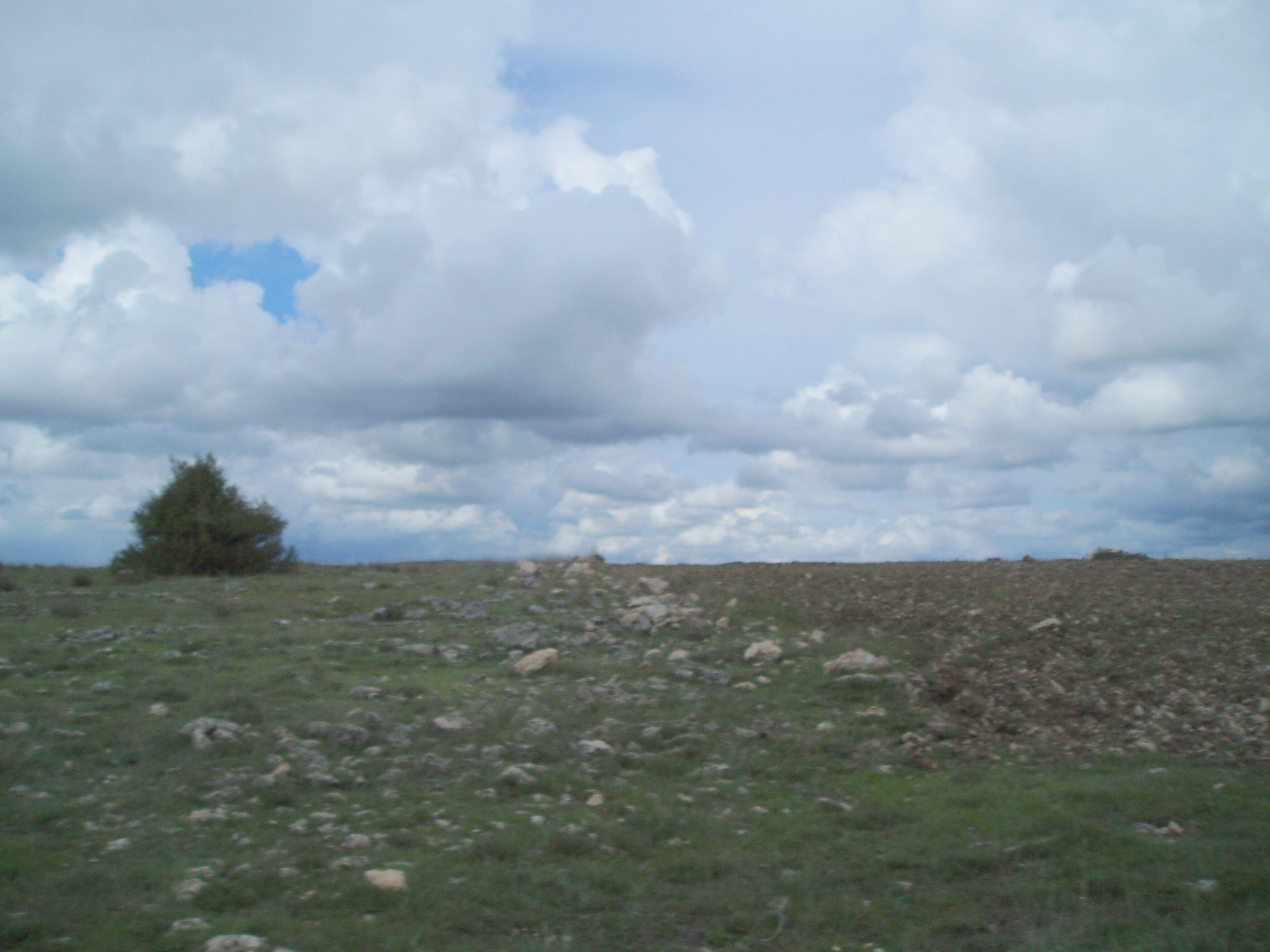
Páramo en el Parque natural de las Hoces del Río Duratón (España).

Un páramo es una gran extensión de terreno yermo y plano situado a cierta altitud, muchas veces superior a 1000 m s. n. m. A las regiones donde abundan los páramos se las denomina parameras.
Los hábitats de la paramera abundan en el África tropical, Europa septentrional y occidental, norte de Australia, Norteamérica, Asia Central y el subcontinente indio.
El páramo constituye la superficie estructural de un relieve tabular y se caracteriza por asentarse sobre suelos calizos, con una escasa vegetación, basada generalmente en el brezo y el matorral, prevalencia de cultivos de secano, una fuerte amplitud térmica, vientos constantes y una hidrografía escasa, aunque en muchas ocasiones aparecen grandes cortes del terreno por los ríos, dando lugar a cañones. Debido a su altitud suelen ser frecuentes las nieblas en épocas lluviosas. Suelen aparecer en zonas de media montaña y en zonas de transición entre las sierras y las campiñas.

## Uso del término
La palabra páramo es de origen muy antiguo, anterior a la ocupación romana de la península ibérica, que en su uso original designa un territorio «desierto (despoblado), raso y descubierto a todos los vientos». En la meseta castellana sirve para denominar a una llanura alta, agrícolamente poco productiva, cortada por los extensos valles fluviales que forman la «campiña». Con la extensión del castellano en América, la palabra pasó a usarse también para las tierras altas y llanas del altiplano andino húmedo característico de los Andes del norte (ver Páramo (biogeografía)).